# Сёнмез, Зейнеп
Зейнеп Сёнмез (тур. Zeynep Sönmez; род. 30 апреля 2002, Стамбул) — турецкая теннисистка. Победительница одного турнира WTA в одиночном разряде.

## Спортивная карьера
В 2020—2023 годах стала победительницей четырёх турниров ITF в одиночном разряде.

### 2023
В сентябре 2023 года стала финалисткой турнира WTA 125 на Открытом чемпионате Любляны, в финале проиграв испанке Марине Бассольс Рибера в двух сетах со счётом 0-6, 6-7(2).

### 2024
В конце мая 2024 года победила в квалификации и стала участницей одиночного разряда Открытого чемпионата Франции, где в первом круге проиграла американке Эмме Наварро со счётом 2-6, 0-6.
В начале ноября 2024 года стала победительницей в одиночном разряде турнира категории WTA 250 Открытый чемпионат Мериды (Мексика), где она в полуфинале победила россиянку Алину Корнееву со счётом 7-6(5), 6-2, а в финале победила американку Энн Ли со счётом 6-2, 6-1. Благодаря этой победе впервые в карьере вошла в топ-100 рейтинга WTA, заняв наилучшее 91-е место в профессиональной карьере.

## Итоговое место в рейтинге WTA по годам
| Год  | Одиночный рейтинг | Парный рейтинг |
| 2023 | 159               | —              |
| 2022 | 345               | 952            |
| 2021 | 531               | 1032           |
| 2020 | 628               | 1132           |
| 2019 | 663               | 1118           |
| 2018 | —                 | —              |
| 2017 | 1208              | —              |

## Выступления на турнирах

### Финалы турнировWTAв одиночном разряде (1)

#### Победа (1)
| Легенда:                    |
| --------------------------- |
| Турниры Большого шлема (0)* |
| Олимпиада (0)               |
| Итоговый турнир WTA (0)     |
| WTA 1000 (0)                |
| WTA 500 (0)                 |
| WTA 250 (1)                 |

| Титулы по покрытиям | Титулы по месту проведения матчей турнира |
| ------------------- | ----------------------------------------- |
| Хард (1)*           | Зал (0)                                   |
| Грунт (0)           | Зал (0)                                   |
| Трава (0)           | Открытый воздух (1)                       |
| Ковёр (0)           | Открытый воздух (1)                       |

* количество побед в одиночном разряде.
| №  | Дата          | Турнир          | Покрытие | Соперница в финале | Счёт    |
| 1. | 3 ноября 2024 | Мерида, Мексика | Хард     | Энн Ли             | 6-2 6-1 |